# Зенон и Зена
Свети Зенон и Зена су хришћански мученици, убијени 304. године. 
Свети Зенон је био римски официр у граду Филаделфији Арабијској, a Зена му је био слуга. Када је за време владавине цара Максимијана отпочело гоњење хришћана, Свети Зeнон је изашао пред војводу Максима, исповедио своју веру у Исуса Христа и посаветовао Максима да и он прими хришћанство. Због тога се војвода наљутио, па је бацио Зeнона у тамницу. Kада је Зeна посетио свог господара у тамници и он је ухваћен и ухапшен. Затим су обојица мучени због вере у Исуса Христа и најзад бачени у ватру, у коју су многобошци сипали уље. Њихове остатке су хришћани сахранили у цркви светог Георгија у месту званом Кипарисион. Зeнон и Зeна су убијени 304. године.
Српска православна црква слави их 22. јуна по црквеном, а 5. јула по грегоријанском календару.